# Jean de Garencières
Jean de Garencières (* 1372; † 25. Oktober 1415 in Azincourt) war ein französischer Ritter und Dichter.

## Leben und Werk
Jean de Garencières (auch: Garancières) war Ritter am Hof von König Karl VI. und im Dienst von dessen Bruder Louis de Valois, duc d’Orléans, dann von Karls Tochter Isabelle, Gemahlin des späteren Dichters Charles d’Orléans. Er war eine Zeit lang Gefangener der Engländer in Bordeaux und fiel in der Schlacht von Azincourt. Jean de Garencières schrieb in mittelfranzösischer Sprache höfische Dichtung, die 1953 herausgegeben wurde.